# 여수 석인
여수 석인(麗水 石人)은 대한민국 전라남도 여수시 군자동, 여수 진남관 (국보 제304호) 뜰안에 서 있는 것으로, 돌로 만든 사람의 모습이다. 1972년 8월 7일 전라남도의 유형문화재 제33호로 지정되었다.

## 개요
여수진남관(국보 제304호) 뜰안에 서 있는 것으로, 돌로 만든 사람의 모습이다.
여수는 임진왜란 때 해전의 격전지로 유명할 뿐만 아니라 전라좌수영으로 있던 이순신 장군의 유적이 많이 남아 있는데 이 역시 그와 인연이 깊은 유물이다. 전하는 이야기에 따르면, 임진왜란 때 이순신 장군이 거북선을 만드느라 한창일 때 왜구의 공격이 심하자 이를 막기 위해 7개의 석인(돌사람)을 만들어 사람처럼 세워 놓았는데, 이로써 적의 눈을 속이어 결국 전쟁을 승리로 이끌게 되었다 한다.
원래의 7기 중에서 지금은 이것 하나만 남아있다. 머리에는 두건을 쓰고, 손은 팔짱을 꼈으며 그위로 도포자락이 늘어져 있는 모습으로, 시선은 유유히 적을 바라다 보는 듯하다.
비록 전하는 이야기이긴 하나, 임진왜란과 관련된 소중한 문화재라 할 수 있다.

## 같이 보기
- 여수 진남관 (국보 제304호)

## 참고 자료
- 여수석인 - 국가유산청 국가유산포털